# (3525) Paul
(3525) Paul (1983 CX2) – planetoida z pasa głównego asteroid okrążająca Słońce w ciągu 5,42 lat w średniej odległości 3,08 j.a. Odkrył ją Norman G. Thomas 15 lutego 1983 roku.